# Haripunjaya

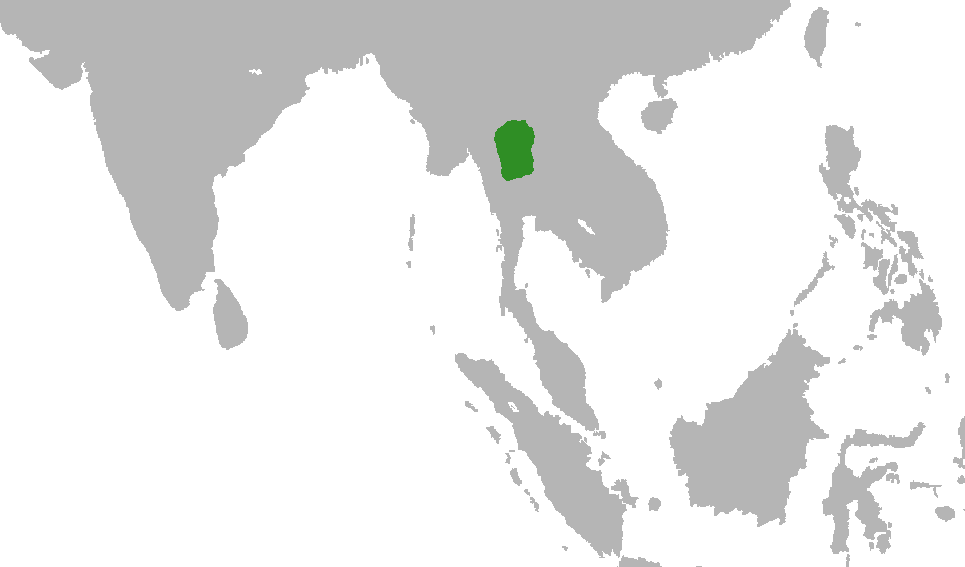
Lage von Haripuñjaya

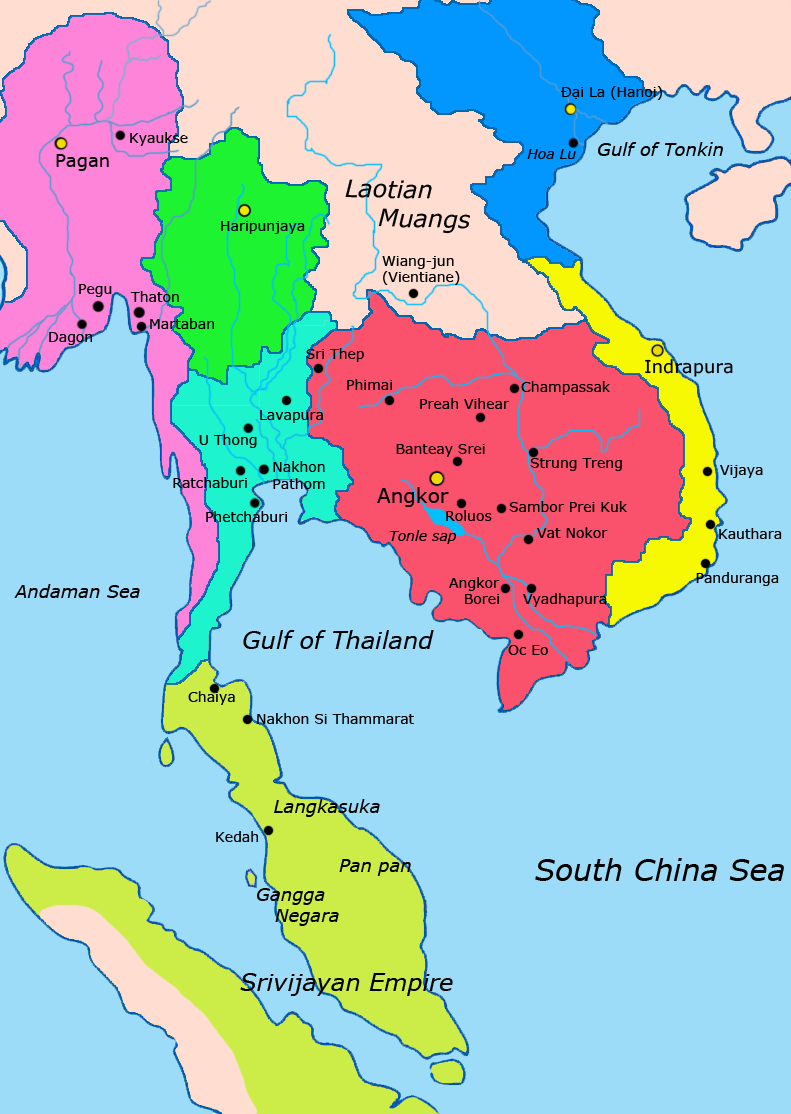
Einflusszonen in Südostasien im 11. Jahrhundert: Haripuñjaya im Norden (grün).

Haripuñjaya (Thai: หริภุญไชย, Hariphunchai; Pali: Haribhuñjaya; auch Haripunchai geschrieben) war vom 8. oder 9. bis 13. Jahrhundert ein Königreich der Mon auf dem Gebiet des heutigen Nord-Thailands. Das Reich ist nach der gleichnamigen Stadt benannt, die inzwischen Lamphun heißt.
Haripuñjaya wurde Ende des 13. Jahrhunderts von Truppen des Tai-Königs Mangrai belagert und eingenommen und zu dessen Königreich Lan Na hinzugefügt.

## Gründung
Die sagenhafte Frühgeschichte von Haripuñjaya findet sich unter Chamadevi.
Nach den Chroniken von Chamadevivamsa  und Jinakalamali wurde die Stadt 661 durch einen Einsiedler namens Suthep gegründet. Der Mon-Herrscher in der Gegend von Lop Buri sandte den Chroniken zufolge seine Tochter Chamadevi hierher, um erste Königin zu werden. Diese Daten werden jedoch als zu früh angesehen, der tatsächliche Beginn des Königreiches liegt eher in der Mitte des 8. Jahrhunderts. Zu jener Zeit war der größte Bereich des heutigen Zentral-Thailand in der Hand einiger Mon-Königreiche, die als Dvaravati zusammengefasst werden.
Königin Chamadevi gebar den legendenhaften Aufzeichnungen zufolge Zwillinge, der Erstgeborene folgte ihr auf den Thron nach, während der andere Herrscher im benachbarten Lampang wurde.
Die ältesten überlieferten Inschriften der Mon auf dem Gebiet Haripuñjayas stammen aus dem frühen 11. Jahrhundert. Sie ähneln in Sprache und Schrift denen der Mon in Unterbirma (Pegu und Thaton), nicht aber denen in Zentralthailand (Dvaravati).

## Aufstieg und Niedergang

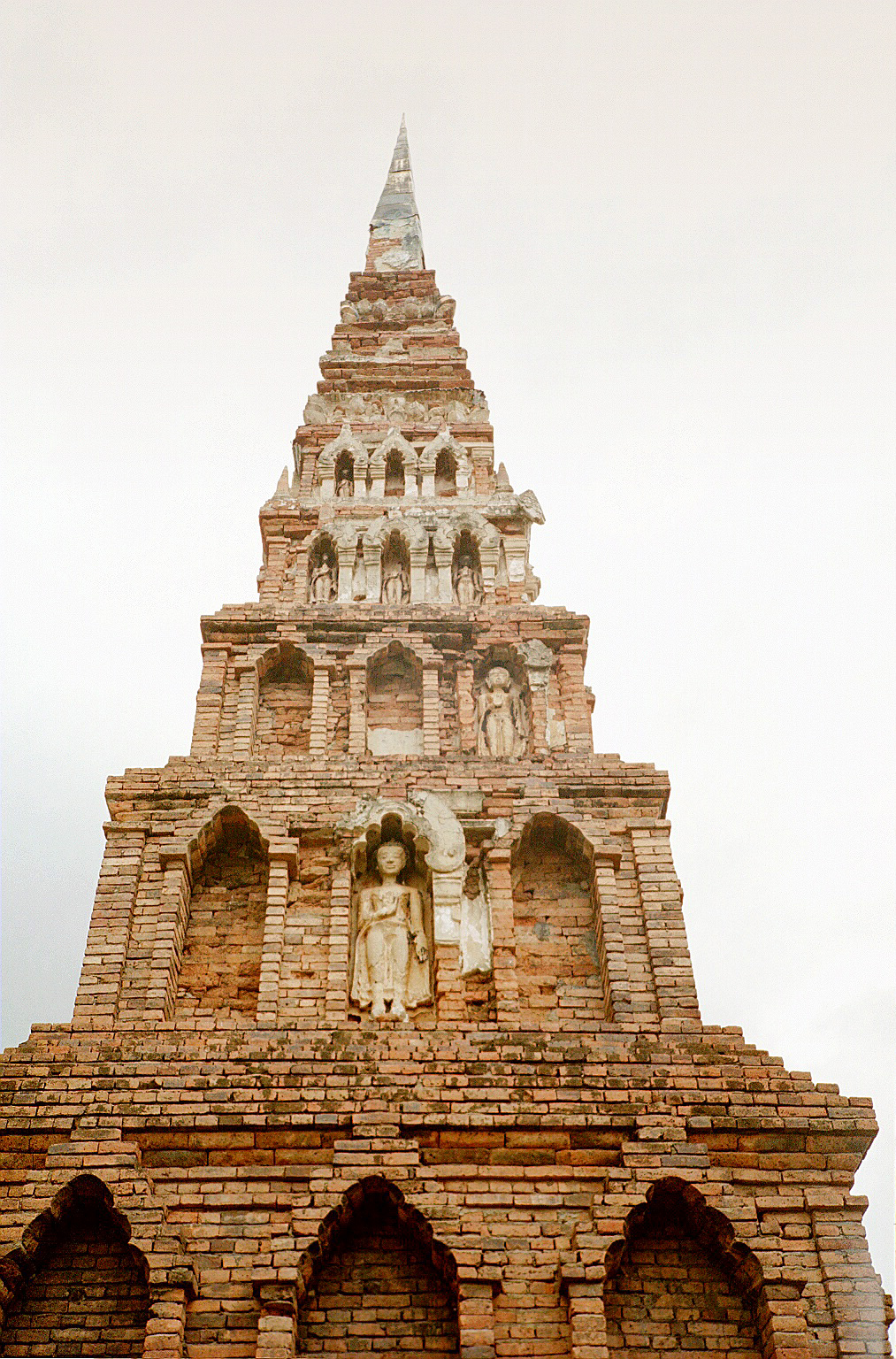
Suwanna-Chedi des Wat Phra That Hariphunchai

Möglicherweise floh die Bevölkerung Haripuñjayas im 11. Jahrhundert nach einer Epidemie in die Mon-Staaten Pegu und Thaton. Dort lernten sie den Theravada-Buddhismus kennen, den sie bei ihrer Rückkehr nach Haripuñjaya mitbrachten. Die Chroniken berichten, dass die Khmer Haripuñjaya während des 11. Jahrhunderts mehrere Male erfolglos belagerten. Diese Berichte können sich auf Legenden beziehen, doch ist es Tatsache, dass andere Mon-Königreiche zu jener Zeit tatsächlich an die Khmer fielen. Haripuñjaya unterstützte im 11. und 12. Jahrhundert die Mon-Staaten des Dvaravati-Netzwerks im heutigen Zentralthailand gegen die Expansion der Khmer. Der Chedi des Wat Chamadevi im heutigen Lamphun soll an einen Sieg der Mon-Staaten über die Khmer erinnern. Der damalige König Ādittarāja (Athittarat) soll 1150 auch die Chedi (Stupa) des Wat Phra That Hariphunchai errichtet haben. In ihr soll eine Reliquie des Buddha aufbewahrt werden, die Ādittarāja angeblich entdeckt hat.
Gestützt auf den Theravada-Buddhismus wurde Haripuñjaya das erste Staat auf dem Gebiet des heutigen Nordthailands, der über eine bloß kleinräumige Stammesherrschaft hinausging. Es dehnte seinen Einfluss von der Stadt Haripuñjaya weit nach Süden in die Ebene des Mae Nam Ping (Ping-Fluss) aus. Mitte des 13. Jahrhunderts dominierte Haripuñjaya klar das Gebiet den heutigen Norden Thailands, in politischer, wirtschaftlicher und kultureller Hinsicht. Seine Hauptstadt war ein bedeutendes Zentrum des Handels zwischen China und Südostasien und der vielleicht wichtigste Umschlagplatz auf der Handelsroute von Yunnan zum Golf von Thailand und Golf von Martaban.
Obwohl es von Mon-Königen regiert wurde und Mon und die mit ihnen verwandten Lawa vermutlich auch die Bevölkerungsmehrheit stellten, war Haripuñjaya kein ethnisch homogener Staat. Die Chronik erwähnt bereits im Jahr 1147 ein Dorf der Thai und im 13. Jahrhundert sind auch in der Elite des Staats Thai belegt. Im 1257 rebellierte der taistämmige Gouverneur der Stadt Khelang Nakhon (heutige Lampang) und brachte kurzzeitig sogar die Hauptstadt Haripuñjaya unter seine Kontrolle.
Der Thai-Fürst Mangrai aus Ngoen Yang im äußersten Norden des heutigen Thailands, der Chiang Rai gegründet und zu seiner Hauptstadt gemacht hatte, eroberte Haripuñjaya in den Jahren 1281/82 oder 1292/93. Die Jahreszahl variiert in verschiedenen Chroniken, 1292/93 gilt aber als wahrscheinlicher. Haripuñjaya wurde nicht durch militärische Überlegenheit der Truppen Mangrais eingenommen. Laut der Chronik von Chiang Mai begab sich Ai Fa, ein Adjutant Mangrais nach Haripuñjaya und stieg dort zum engsten Vertrauten des Königs Yiba auf. Tatsächlich war seine Absicht, das Reich durch List und Verrat zu schwächen. Er ordnete im Namen des Königs die Anlage eines anspruchsvollen Bewässerungssystems an und verpflichtete die Bevölkerung dazu zur Zwangsarbeit. Der dadurch hervorgerufene Unmut schwächte Haripuñjaya und ermöglichte die Eroberung durch Mangrai. Dieser fügte den Staat seinem neu gegründeten Reich Lan Na hinzu, zu dessen Hauptstadt er bald darauf Chiang Mai machte und das seinen Einfluss über ganz Nordthailand und darüber hinaus ausdehnte. Haripuñjaya wurde aber nicht nur von Lan Na annektiert, seine Traditionen lebten in vielerlei Hinsicht in Lan Na fort. So wurde die Lanna-Schrift aus der Mon-Schrift von Haripuñjaya entwickelt. Auch die buddhistischen und künstlerischen Traditionen Haripuñjayas wurden in Lan Na fortgesetzt und weiterentwickelt, namentlich in Architektur und Bildhauerei.

## Legendäre Herrscher von Haripuñjaya
1. Chamadevi (Königin)
2. Hanayos
3. Kumancharat
4. Rudantra
5. Sonamanchusaka
6. Samsara
7. Padumarat
8. Kusadeva
9. Nokarat
10. Dasarat
11. Gutta
12. Sera
13. Yuvarat
14. Brahmtarayo
15. Muksa
16. Traphaka
17. Uchitachakraphad (König von Lavo, also Lopburi)
18. Kampol
19. Chakaphadirat (König von Atikuyaburi)
20. Vasudev
21. Yeyyala
22. Maharat (König von Lampang)
23. Sela
24. Kanchana
25. Chilanka
26. Phunthula
27. Ditta
28. Chettharat
29. Cheyakarat
30. Phaticharat
31. Thamikarat
32. Ratharat
33. Saphasith
34. Chettharat
35. Jeyakarat
36. Datvanyarat
37. Ganga
38. Siribun
39. Uthen
40. Phanton
41. Atana
42. Havam
43. Trangal
44. Yotta
45. Yip